# Díaz (gemeente)
Díaz is een gemeente in de Venezolaanse staat Nueva Esparta. De gemeente telt 65.000 inwoners. De hoofdplaats is San Juan Bautista.